# Championnat de France féminin de hockey sur glace
Le Championnat de France féminin de hockey sur glace est le plus haut niveau de compétition pour les joueuses de hockey sur glace françaises. La première saison du championnat de France féminin s'est jouée en 1986-1987. Ce championnat s'appelle Championnat Féminin Élite depuis 2002 , il a cohabité avec le Championnat Féminin Excellence de 2008 à 2014 .

## Historique
En 2013-2014, quatre équipes jouent le championnat Féminin élite : les Jokers de Cergy-Pontoise, le Brest Albatros Hockey, les Bisons de Neuilly-sur-Marne et les Rapaces de Gap. Dans une poule unique, chaque équipe reçoit les autres pour deux matchs sur un même week-end (samedi soir et dimanche midi). En cas de victoire, une équipe reçoit deux points, un point pour un match nul et zéro en cas de défaite. Neuilly-sur-Marne termine en tête de la saison régulière. En demi-finales, Neuilly affronte l'équipe ayant fini quatrième, Brest, tandis que Cergy, deuxième, et Gap, troisième, s'opposent dans la seconde demi. La finale voit la victoire des Bisons contre Gap sur le score de 4-0. Avec 34 points en dix rencontres, Lara Escudero qui évolue avec Cergy est la meilleure pointeuse de la saison régulière.
La saison 2017-2018 voit 12 équipes s'affronter dans les poules nord (Amiens, Cergy, Evry-Viry, Neuilly/St-Ouen, Pays de la Loire, Tours) et Sud (Besançon, Courchevel Meribel Pralognan, Grenoble, Hockey Club 74, Occitanie et PACA). Les 2 premiers de la poule Nord et Sud s'affrontent lors d'un tournoi sur 3 jours, à l'issue duquel, le titre est décerné.
L'équipe de Besançon Doubs Hockey Club, créée en début de saison autour de sa capitaine Sophie Leclerc, devient championne de France Élite, invaincue de la poule Sud lors de la saison régulière et victorieuse du carré final contre HC74, Amiens et Tours, du 31 mars au 2 avril 2018 à Chamonix.
Lors de la saison 2019-2020, la formule reste inchangée bien que l'effectif soit réduit à 11 équipes .
Après plusieurs saisons à 2 poules et une dizaine d'équipe, la saison 2023-2024 marque un renouveau. De nouvelles équipes apparaissent et une 3e poule voit le jour. Nantes, Lyon et Chambéry (avant un retrait avant le début de la saison) montent des équipes féminines, l'entente Dunkerque/Wasquehal crée une équipe aussi.

## Formule actuelle
La saison régulière est jouée entre deux poules, Sud et Nord, de cinq équipes chacune. Au sein de chaque poule, les équipes se rencontrent dans un système de match aller/retour. À la fin de la saison régulière, une phase finale est jouée entre quatre équipes sur trois jours dans une ville hôte. La saison s'étend de septembre à mars environ.

## Équipes du championnat

### Clubs engagés pour la saison 2023-2024
Les équipes engagées sont au nombre de douze, réparties en trois poules  : 
| Club                          | Classement 2022-2023 | Patinoire                                                   | Capacité théorique |
| ----------------------------- | -------------------- | ----------------------------------------------------------- | ------------------ |
| Jokers de Cergy-Pontoise      | 2e (Carré final)     | Aren'ice                                                    | 3 000              |
| Jets d'Évry Viry              | 3e (Poule Nord)      | Patinoire des Lacs de l'Essonne Patinoire François Le Comte | 900 250            |
| Bisonnes de Neuilly-sur-Marne | 4e (Poule Nord)      | Patinoire municipale de Neuilly-sur-Marne                   | 700                |
| Gothiques d'Amiens            | 5e (Poule Nord)      | Coliseum                                                    | 3 400              |
| Entente Flandres 59           | NC                   | Patinoire Michel-Raffoux Patinoire Serge Charles Lille      | 1 400 400          |

| Club                           | Classement 2022-2023 | Patinoire                                                         | Capacité théorique |
| ------------------------------ | -------------------- | ----------------------------------------------------------------- | ------------------ |
| Remparts de Tours              | 1er (Carré final)    | Patinoire de Tours                                                | 2 316              |
| Rafales d'Occitanie            | 3e (Carré final)     | Patinoire Végapolis Patinoire Jacques-Raynaud Patinoire Alex Jany | 2 400 1 200 981    |
| Déferlantes de Bordeaux/Anglet | 4e (Poule Sud)       | Patinoire de Mériadeck Patinoire de la Barre                      | 3 312 1 200        |
| Flibustières de Nantes         | NC                   | Patinoire du Petit Port                                           | 1 060              |

| Club                          | Classement 2022-2023 | Patinoire                                                                                          | Capacité théorique      |
| ----------------------------- | -------------------- | -------------------------------------------------------------------------------------------------- | ----------------------- |
| Brûleurs de loups de Grenoble | 4e (Carré final)     | Patinoire Polesud                                                                                  | 4 208                   |
| Amazones de Marseille-PACA    | 3e (Poule Sud)       | Palais omnisports Marseille Grand Est Alp'Arena Patinoire René-Froger Palais des sports Jean-Bouin | 5 600 2 930 2 300 1 200 |
| Lionnes de Lyon               | NC                   | Patinoire Charlemagne                                                                              | 4 200                   |
| Éléphantes de Chambéry        | NC                   | Patinoire Buisson Rond                                                                             | 1 200                   |

- Légende des couleurs

- En gras : champion de France
- Nouvelle équipe
- Forfait d'avant saison

### Anciens clubs
- Ducs d'Angers
- Vipers de Montpellier
- Aigles de Font Romeu
- Bretagne (entente Brest/Rennes)
- Normandie (entente)
- Titans de Colmar
- Ducs de Dijon
- Épinal
- Strasbourg
- Corsaires de Dunkerque
- Lions de Wasquehal
- Courchevel Méribel Pralognan
- Gap
- Turin

## Palmarès du championnat élite
| Année     | Vainqueur                           |
| --------- | ----------------------------------- |
| 1986-1987 | Hockey Club féminin de Grenoble     |
| 1987-1988 | Hockey Club féminin de Grenoble (2) |
| 1988-1989 | Gap HC                              |
| 1989-1990 | CSG Saint-Ouen                      |
| 1990-1991 | Jokers de Cergy-Pontoise            |
| 1991-1992 | Jokers de Cergy-Pontoise (2)        |
| 1992-1993 | Jokers de Cergy-Pontoise (3)        |
| 1993-1994 | Jokers de Cergy-Pontoise (4)        |
| 1994-1995 | Club des patineurs lyonnais         |
| 1995-1996 | Jokers de Cergy-Pontoise (5)        |
| 1996-1997 | Jokers de Cergy-Pontoise (6)        |
| 1997-1998 | Jokers de Cergy-Pontoise (7)        |
| 1998-1999 | Lyon Hockey Club                    |
| 1999-2000 | Jokers de Cergy-Pontoise (8)        |
| 2000-2001 | Jokers de Cergy-Pontoise (9)        |
| 2001-2002 | Jokers de Cergy-Pontoise (10)       |
| 2002-2003 | Jokers de Cergy-Pontoise (11)       |
| 2003-2004 | Jokers deCergy-Pontoise (12)        |
| 2004-2005 | Jokers de Cergy-Pontoise (13)       |
| 2005-2006 | Jokers de Cergy-Pontoise (14)       |
| 2006-2007 | Jokers de Cergy-Pontoise (15)       |
| 2007-2008 | Jokers de Cergy-Pontoise (16)       |
| 2008-2009 | Jokers de Cergy-Pontoise (17)       |
| 2009-2010 | Brûleuses de loups de Grenoble      |
| 2010-2011 | Brûleuses de loups de Grenoble (2)  |
| 2011-2012 | Brûleuses de loups de Grenoble (3)  |
| 2012-2013 | Bisons de Neuilly-sur-Marne         |
| 2013-2014 | Bisons de Neuilly-sur-Marne (2)     |
| 2014-2015 | Bisons de Neuilly-sur-Marne (3)     |
| 2015-2016 | Bisons de Neuilly-sur-Marne (4)     |
| 2016-2017 | Jokers de Cergy-Pontoise (18)       |
| 2017-2018 | Besançon Doubs Hockey Club          |
| 2018-2019 | Remparts de Tours                   |
| 2019-2020 | non décerné                         |
| 2020-2021 | non décerné                         |
| 2021-2022 | Remparts de Tours (2)               |
| 2022-2023 | Remparts de Tours (3)               |
| 2023-2024 | Remparts de Tours (4)               |

## Championnat Féminin Excellence
De 2008 à 2014, un championnat de 2e division est organisé en parallèle .
Clubs engagés
- Poule Ouest : Bretagne, Caen, Cergy-Pontoise, Pays de la Loire, Neuilly-sur-Marne, Saint-Ouen.
- Poule Est : Colmar, Gap, Languedoc-Roussillon, Mont-Blanc, Strasbourg.

### Déroulement
Les équipes sont réparties en 2 poules pour la saison régulière : Ouest et Est. Elles se rencontrent sous la forme d’un simple aller-retour.
Attribution des points au classement
- Match gagné : 2 points
- Match nul : 1 point
- Match perdu : 0 point

La phase finale prend la forme d'un tournoi final composé des équipes classées 1re de chaque poule complétées le cas échéant par la ou les meilleures deuxième. Le vainqueur du tournoi final est déclaré champion de France du championnat Excellence – Division 2 Hockey Féminin Senior.

### Palmarès du championnat Excellence
| Année     | Vainqueur                                       |
| --------- | ----------------------------------------------- |
| 2008-2009 | Bretagne (entente HC Brest/Rennes Cormorans HC) |
| 2009-2010 | Bretagne                                        |
| 2010-2011 | Gap Hockey Club                                 |
| 2011-2012 | HC Cergy-Pontoise II                            |
| 2012-2013 | HC Cergy-Pontoise II                            |
| 2013-2014 | HC Cergy-Pontoise II                            |